# Night Visions Live
Night Visions Live è il primo album dal vivo del gruppo musicale statunitense Imagine Dragons, pubblicato il 25 febbraio 2014.

## Tracce
CD, download digitale
1. Radioactive (Live from Red Rocks) – 6:44
2. Hear Me (Live from Red Rocks) – 4:54
3. On Top of the World (Live from Red Rocks) – 3:22
4. Round and Round (Live from Red Rocks) – 3:38
5. Amsterdam (Live from Red Rocks) – 4:11
6. Tip Toe (Live from Red Rocks) – 5:35
7. Cha-Ching (Live from Red Rocks) – 4:43
8. Rocks (Live from Red Rocks) – 3:43
9. Demons (Live from Red Rocks) – 3:16
10. Underdog (Live from Red Rocks) – 4:18
11. It's Time (Live from Red Rocks) – 5:30
12. It's Time (Live London Sessions Acoustic) – 4:10
13. Radioactive (Live London Sessions Acoustic) – 4:30
14. Demons (Live London Sessions Acoustic) – 3:07

DVD
The Making of Night Visions Documentary
1. Intro
2. In the Studio Part 1/Alex da Kid
3. Radioactive
4. Las Vegas/Beginning Days
5. In the Studio Part 2
6. Demons
7. In the Studio Part 3
8. Hear Me
9. In the Studio Part 4/Album Planning
10. In the Studio Part 5/Every Night/Reflection
11. In the Studio Part 6/On Top of the World
12. End Credits

Bonus Material: Live at Red Rocks
1. Show Intro
2. Round and Round
3. Amsterdam
4. Tip Toe
5. Cha-Ching
6. Rocks
7. Demons
8. Underdog
9. It's Time

Music Videos
1. It's Time – 4:07
2. Radioactive – 4:22
3. Demons – 3:57
4. On Top of the World – 4:02

## Formazione
- Dan Reynolds – voce, percussioni
- Wayne Sermon – chitarra, percussioni, cori
- Ben McKee – basso, tastiera, percussioni, cori
- Daniel Platzman – batteria, viola, cori
- Ryan Walker – chitarra, mandolino elettrico, tastiera, percussioni, cori